# Rosetta Stone (datorprogram)
Rosetta Stone är ett datorprogram för språkinlärning. Det är utvecklat av Rosetta Stone Inc. Både namnet och deras logga refererar till Rosettastenen, vilket var en artefakt inskriven på ett flertal språk som hjälpte Jean-François Champollion att dechiffrera de antika egyptiska hieroglyferna. Företaget har sitt huvudkvarter i Arlington County, Virginia i USA.
Rosetta Stone-programvaran använder en kombination av bilder, texter och ljud, med olika svårighetsgrad som ökar allteftersom språkstudenten utvecklas. Enligt företaget så är programvaran designad på ett sådant sätt att inlärningen av ett språk sker på samma sätt som ett barn lär sig sitt första språk på.